# Guillaume Despréaux
Guillaume Despréaux (geboren als Guillaume Ross, * 20. September 1802 in Clermont-Ferrand; gestorben 14. Juni 1865 in Paris) war ein französischer Komponist.
Despréaux studierte am Conservatoire de Paris bei François-Joseph Fétis und Henri Montan Berton. Ab 1824 war er daneben am Théâtre du Gymnase-Dramatique (ehemals Théâtre de Madame) engagiert, das zu der Zeit von Charles Delestre-Poirson geleitet wurde. Hier trat er neben Virginie Déjazet und Léontine Fay in Vaudevilles von Eugène Scribe auf.
1828 gewann Despréaux mit der Kantate Herminie se couvrant des armes de Clorinde den Premier Grand Prix de Rome, während Berlioz, der ebenfalls an dem Wettbewerb teilgenommen hatte, leer ausging. Despréaux ging 1829 nach Rom, wo er u. a. ein Requiem und ein Dies Irea komponierte.
Nach seiner Rückkehr nach Paris komponierte er vorwiegend für das Musiktheater. 1833 wurde in der Opéra-Comique seine Oper Le Souper du mari uraufgeführt, 1838 folgte La Dame d’honneur. Über seinen weiteren Lebensweg ist nichts bekannt.

## Quelle
- Musica et Memoria: Prix de Rome 1820-1829

| Personendaten    | Personendaten                                            |
| ---------------- | -------------------------------------------------------- |
| NAME             | Despréaux, Guillaume                                     |
| ALTERNATIVNAMEN  | Ross, Guillaume (Geburtsname); Ross-Despréaux, Guillaume |
| KURZBESCHREIBUNG | französischer Komponist                                  |
| GEBURTSDATUM     | 20. September 1802                                       |
| GEBURTSORT       | Clermont-Ferrand                                         |
| STERBEDATUM      | 14. Juni 1865                                            |
| STERBEORT        | Paris                                                    |